# Зарубино (Вичугский район)
Зарубино — деревня в Вичугском районе Ивановской области. Входит в состав Сошниковского сельского поселения.

## География
Находится в северо-восточной части Ивановской области на расстоянии приблизительно 9 км на юго-восток по прямой от районного центра города Вичуга.

## История
В 1872 году здесь (тогда Юрьевецкий уезд Костромской губернии) было учтено 46 дворов, в 1907 году — 73.

## Население
Постоянное население составляло 307 человек (1872 год), 257 (1897), 353(1907), 167 в 2002 году (русские 98 %), 111 в 2010.